# ディンキェ県
ディンキェ県（ディンキェけん）は、中華人民共和国チベット自治区シガツェ市に位置する県。

## 行政区画
3鎮、7郷を管轄：
- 鎮：江嘎鎮、陳塘鎮、日屋鎮
- 郷：確布郷、定結郷、多布扎郷、扎西崗郷、瓊孜郷、薩爾郷、郭加郷